# Marshall Major Taylor
Marshall Walter "Major" Taylor (para perto de Indianápolis, 26 de novembro de 1878 - Chicago, 21 de junho de 1932) foi um ciclista estadounidense que ganhou o mundial de 1 milha (1,62 km) de ciclismo em pista em 1899 após estabelecer numerosos recordes mundiais. Ademais é um exemplo de autosuperação num contexto extremamente racista (nos Estados Unidos existiu o apartheid até 1965). Taylor foi o primeiro atleta afroestadounidense em atingir o nível de campeão do mundo e o segundo homem negro em ganhar um campeonato do mundo, após o boxeador canadiano George Dixon.

## Biografia

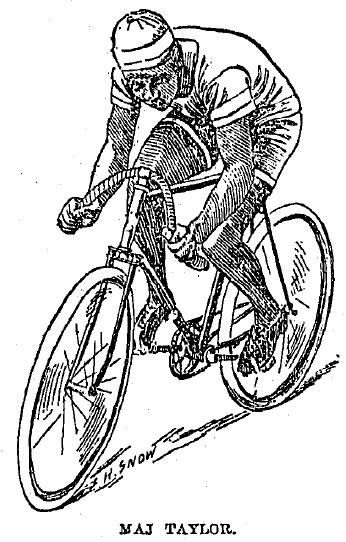
Desenho de Major Taylor em julho de 1897. Desenhado por S. H. Snow para o diário Boston Daily Globe (22 de julho de 1897)

Taylor recebeu a sua primeira bicicleta aos 12 anos. Começou a fazer ciclismo de habilidade e graças a isso encontrou um trabalho numa loja de bicicletas. Realizava os seus truques com uniforme de soldado, daí o apelido de “Major”.
Quando tinha 13 anos em 1891, Taylor ganhou a sua primeira carreira, um evento amador em Indianápolis. Dois anos mais tarde, em 1893, Taylor ganhou a milha (1,6 km) e estabeleceu o recorde amador em pista. No entanto, foi apupado e depois excluído da pista por causa da sua cor.
Major Taylor ganhou, como amador, a sua primeira carreira importante em 1895 aos 16 anos. As 75 milhas (121 km) de ciclismo de estrada, cerca da sua cidade natal de Indianápolis (Indiana), chegou no meio das ameaças raciais dos seus competidores brancos.
Taylor foi expulso das carreiras em bicicleta em Indiana uma vez que começou a ganhar. Fez uma grande reputação como O Ciclone Negro. Em 1896, transladou-se a Nova York, onde tinha mais tolerância. Trabalhou como mecânico de bicicletas na fábrica Manufacturing Company de Worcester, propriedade de Louis D. Munger "Birdie". Também corria para a equipa de Munger. Depois, Munger depois converteu-se em seu director desportivo. Ganhou a liga da América Wheelmen de 1 milha (1,6 km), uma carreira em New Haven.
Converteu-se em profissional em 1896, aos 18 anos. Já era considerado como um atleta formidável. Um dos seus maiores seguidores foi o presidente Theodore Roosevelt. A sua primeira carreira é uma de seis dias no Madison Square Garden em Nova Iorque e termina entre o top 10. Em 1897 vence a milha em Blue Ribbon e os jornais o apelidam The Worcester Whirlwind (o remoinho de Worcester).
Em 1898 obtém 7 recordes mundiais nas 0.25 milhas e nas 2 milhas. Fica em primeiro lugar em 29 de 49 carreiras que disputou. Em 1899 vence o campeonato do mundo e em seis semanas estabelece sete recorde mundiais. O recorde da milha manteve-o durante 28 anos, com um tempo de 1 minuto e 41 segundos.
Taylor participou numa volta pela Europa em 1902, onde entrou em 57 carreiras e ganhou 40 deles, derrotando aos campeões da Alemanha, Inglaterra e França. A carreira de Taylor foi muito celebrada no estrangeiro, especialmente na França, no entanto seguia retida no sul dos Estados Unidos.
Taylor retirou-se aos 32 anos em 1910, dizendo que estava cansado do racismo. O seu conselho para os jovens afroestadounidenses que desejassem emular-lo foi que apesar de que o ciclismo tinha sido o caminho adequado para o sucesso para ele, não recomendá-lo-ia em geral.

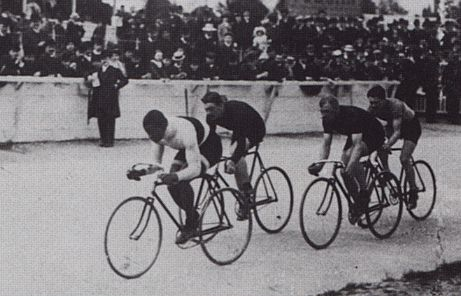
Major Taylor correndo uma carreira em Paris (França) em 1908. Fotografia de Jules Beau (1875-?) em The Major Taylor Association

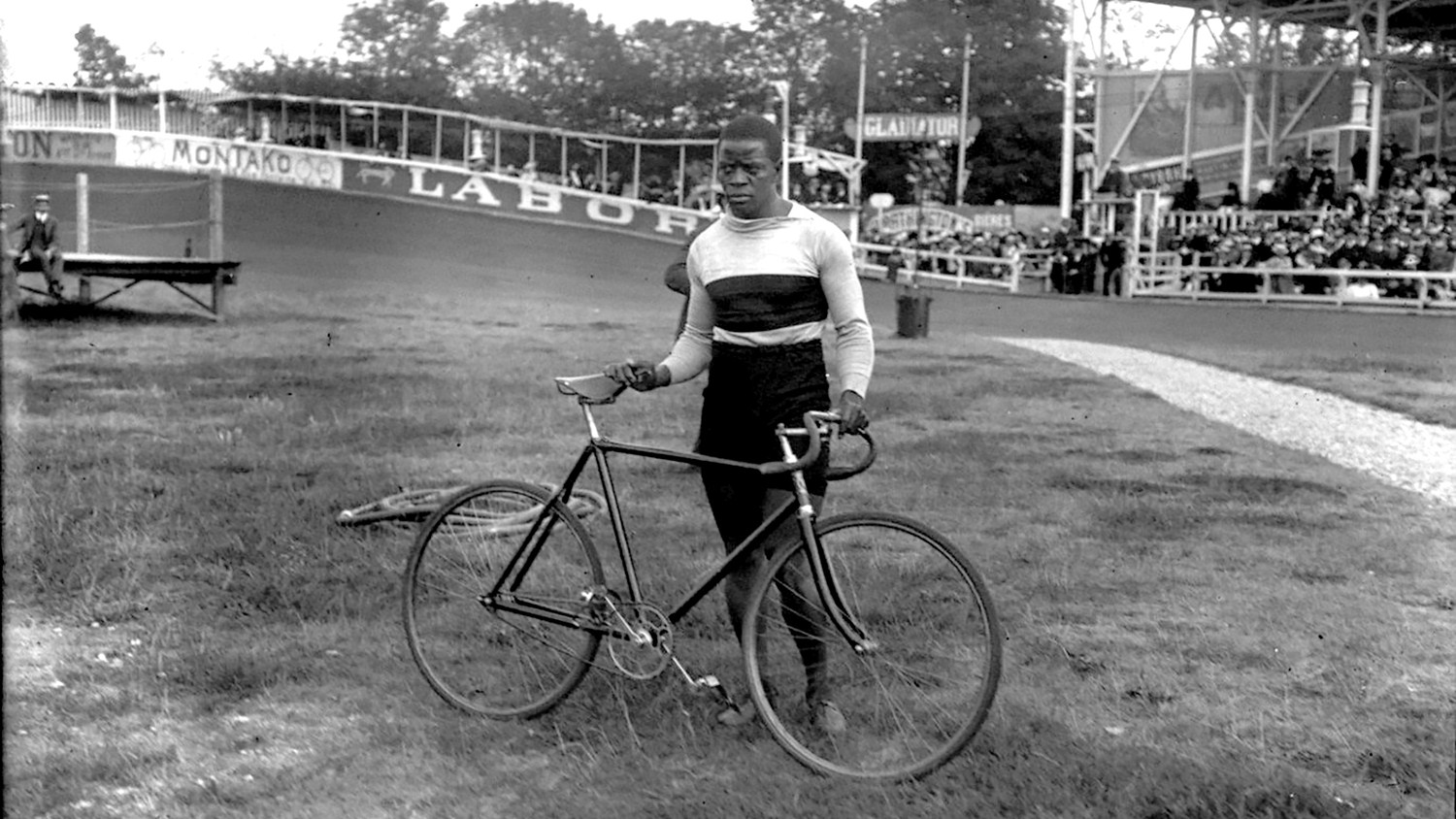
Major Taylor na França, 1908. Fotografia na Biblioteca Nacional da França

## Palmarés
- 1896
  - Madison Square Garden
  - League of American Wheelmen

- 1899
  - Campeão do Mundo em Velocidade 
  - Campeão dos Estados Unidos em Velocidade

- 1900
  - Campeão dos Estados Unidos em Velocidade